# 中村輪夢
中村 輪夢（なかむら りむ、2002年2月9日 - ）は、日本のBMX選手。京都府京都市出身。
2020年東京オリンピック及び2024年パリオリンピックの男子BMXフリースタイルに出場し、両オリンピックで5位入賞という記録を残した。

## 人物
元BMXライダーの父・辰司の影響で2歳の時よりBMXを始める。5歳で初めて大会に出場し、京都市立西京極西小学校の高学年時代には全国大会のキッズクラスで優勝する。西京極中学校から京都つくば開成高校へ進学。
名前の由来は自転車の車輪の部品である「リム」から。漢字は車輪・五輪の「輪」と「夢」で「輪夢」と名付けられた。また生まれたときに2002年ソルトレークシティオリンピックが開催されていたこともある。
2015年にBMXの本場アメリカで行われたRECON TOURの13～15歳クラスにおいて優勝し、その世代の世界一となる。
2016年には世界の強豪も参戦したG-Shock Real Toughnessで優勝を飾り、日本人初のBMX STREETライダーでレッドブルアスリートになった。
2017年6月スポーツマネジメントのファーストトラック株式会社とマネジメント契約を締結。同年11月に開催された第1回世界選手権では最年少でファイナルに進出し7位入賞。12月に開催された第1回全日本選手権では初代チャンピオンに輝く。
2018年6月ウイングアーク1st株式会社とスポンサー契約を締結。現在ウイングアーク1st株式会社所属。
2019年9月に行われた第3回 全日本BMXフリースタイル選手権で2年ぶり2度目の優勝。UCIワールド杯広島大会 では日本人史上初となる準優勝を果たすと、X Gamesにも初出場で準優勝し、BMXフリースタイルパーク史上最年少となる表彰台獲得という快挙を達成した。11月には、堀米雄斗、五十嵐カノアらと『JAPAN ACTION SPORTS AWARDS 2019』を受賞。
2020年6月に東京五輪日本代表に内定。2020年9月の第4回全日本BMXフリースタイル・パーク選手権大会で大会初の連覇達成。しかし同月、五輪の延期決定後に左かかとを骨折。「体の一部」と語っていた自転車に2021年1月まで乗れず、五輪直前にも足の痛みに襲われ、ほとんど練習ができないまま本番に入った。2021年に開催された東京五輪BMXフリースタイル男子パークで5位に入賞した。東京五輪BMXフリースタイル男子パークでは出場9選手のうち唯一の10代であった。この成績により京都市から「京都市スポーツ栄誉賞」を授与される。
2021年、第5回全日本BMXフリースタイル選手権で大会3連覇達成。
2022年、第6回全日本選手権4連覇と世界選手権優勝を果たす。世界選手権は93.80をマークし、日本人として初制覇。
2023年、第7回全日本BMXフリースタイル・パーク選手権大会優勝で5連覇達成。アジア選手権でも優勝。しかし連覇を狙った世界選手権は4位。
2024年、5月と6月に開かれた都市型スポーツ4競技のパリ五輪予選シリーズでは第1戦で日本人では唯一、決勝に進み9位。第2戦は8位となり、出場権を獲得できなかったが、これまでの実績が評価され、2大会連続のオリンピック代表に内定。2024年パリオリンピックの自転車競技男子BMXフリースタイルでは、決勝に進出し、後方宙返りしながらバイクを1回転させる「バックフリップ・テールウィップ」からの一度バイクをキャッチし、さらにバイクを1回転させる「テールウィップ」をメイクし、世界初の新技を成功させた。中盤にも世界初の新技「ダブルダウンサイド」からの一度キャッチしてからの「テールウィップ」も完璧にメイクし、会場を沸かせたが、90.35ポイントで5位となった。11月の第8回全日本BMXフリースタイル・パーク選手権大会で優勝し6連覇達成。

## 戦績
- 2015年：FISE World成都大会 優勝（アマチュア部門）
- 2016年：RECON TOUR 優勝（13歳～15歳クラス）
- 2016年：PERUGIA CUP 優勝
- 2016年：G-Shock Real Tougness 優勝
- 2017年　FL BMX Series　3位
- 2017年：JAPAN CUP大会富山大会 優勝
- 2017年：UCI UCIアーバンサイクリング世界選手権 7位
- 2017年：第1回全日本BMXフリースタイル・パーク選手権大会 優勝
- 2018年：UCIワールド杯日本・広島大会 9位[20]
- 2019年：第3回全日本BMXフリースタイル・パーク選手権大会 優勝
- 2019年：UCIワールド杯日本・広島大会 準優勝
- 2019年：X Games Minneapolis 2019 BMX Park 銀メダル
- 2019年：UCIワールド杯中国・成都大会 優勝
- 2019年：UCIワールド杯年間総合ランキング 1位
- 2020年：Simlpe Session 2020 BMX Park 優勝
- 2020年：第4回全日本BMXフリースタイル・パーク選手権大会 優勝
- 2021年：東京オリンピックBMXフリースタイル 5位
- 2021年：第5回全日本BMXフリースタイル・パーク選手権大会 優勝
- 2022年：第6回全日本BMXフリースタイル・パーク選手権大会 優勝
- 2022年：UCI BMXフリースタイル ワールドカップシリーズ第1戦フランス・モンペリエ大会 優勝
- 2022年：UCIアーバンサイクリング世界選手権アブダビ BMXパーク 優勝[21]
- 2023年：アジアBMX選手権大会フリースタイル・パーク 優勝[22]
- 2023年：UCIワールド杯ベルギー・ブリュッセル大会 準優勝
- 2023年：第7回全日本BMXフリースタイル・パーク選手権大会 優勝
- 2024年：パリオリンピックBMXフリースタイル 5位
- 2024年：第8回全日本BMXフリースタイル・パーク選手権大会 優勝

## 出演

### テレビ番組
- 2017年8月：ニンゲン観察バラエティ「モニタリング」（TBS）
- 2018年5月：アスリートの魂 (NHK)
- 2019年6月：バース・デイ（TBS）
- 2019年8月：嵐にしやがれ（日本テレビ）
- 2019年9月：炎の体育会TV（TBS）

### CM
- VISA[23]
- ウイングアーク1ｓｔ
- Red Bull  世界一クールな”通学スタイル”

## スポンサー
- REDBULL
- OAKLEY
- SUBROSA USA/JAPAN
- JYKK JAPAN
- ムラサキスポーツ
- G-SHOCK
- VANS
- bern
- HANGOUT ほか